# Lübecker Stadtteilkinos
Als Lübecker Stadtteilkinos werden die Lübecker Kinos bezeichnet, die sich außerhalb der Lübecker Altstadt befanden.

## Hintergründe
Die Stadtteilkinos entstanden mehrheitlich nach dem Zweiten Weltkrieg, als Lübeck sich zur Flächenstadt entwickelte. Fast alle Lichtspielhäuser waren in der Altstadt konzentriert, was den Bewohnern der meisten Stadtteile in einer Zeit geringer individueller Mobilität und schlechter Nahverkehrsanbindungen den Kinobesuch erschwerte. Da die zuvor nur dünn besiedelten alten Vorstädte durch den Zustrom von Kriegsflüchtlingen erheblich angewachsen waren (Lübecks Einwohnerzahl hatte sich gegenüber dem Vorkriegsstand nahezu verdoppelt, und die meisten der Neubürger lebten in den neu entstehenden ausgedehnten Wohngebieten der verschiedenen Stadtteile), entstanden hier Kinos, die vorwiegend auf die Bewohner der näheren Umgebung ausgerichtet waren.
Bis Anfang der 1960er Jahre konnten die Stadtteilkinos fest auf den Zuspruch des Publikums zählen. Die zunehmende Konkurrenz durch andere Unterhaltungsangebote, höhere Mobilität und Unzufriedenheit mit dem Filmangebot (in den Stadtteilkinos wurden zumeist nur Filme gezeigt, die in den größeren Innenstadtkinos bereits gelaufen waren) sorgten ab etwa 1962 für einen stetigen Rückgang der Zuschauerzahlen, der durch eine allgemeine Krise der Kinos verstärkt wurde. 1983 schloss das letzte Stadtteilkino Lübecks.
Eine Reihe von ehemaligen Lichtspielhäusern, die durch ihre Lage knapp außerhalb der Altstadt eigentlich als Stadtteilkinos angesehen werden müssten, werden wegen ihrer Größe oder Bedeutung dennoch zu den Innenstadtkinos gezählt: Die Holstentor-Lichtspiele, die Burgtor-Lichtspiele und die Lichtspiele Hoffnung. Die Camera stellte einen Grenzfall dar, da ihr gehobenes Filmprogramm nicht dem eher anspruchslosen Unterhaltungsprogramm der übrigen Stadtteilkinos entsprach.

## Kinematograph Waisenhof
Die Gastwirtschaft Waisenhof in der Fackenburger Allee 56 zählte zu den ältesten Gaststätten der Vorstadt St. Lorenz. In dem zugehörigen Festsaal richtete der Eigentümer, Stefan von Robowski, ein Kino mit 200 Plätzen ein, das am 9. März 1907 eröffnete und somit zu den frühesten Lichtspielhäusern Lübecks gehörte und zugleich das erste Stadtteilkino darstellte, da die übrigen ortsfesten Kinos sich ausnahmslos in der Altstadt befanden.
Anhand der vorhandenen Zeitungsanzeigen lässt sich nachvollziehen, dass für einige Monate ein täglicher Spielbetrieb stattfand. Danach werden die Anzeigen sporadischer und versiegen schließlich, was jedoch nicht zwangsweise auf eine Einschränkung oder Einstellung des Kinobetriebs hindeuten muss.
Ab Juli 1910 war Gustav Gipp neuer Besitzer der Gastwirtschaft; es gibt keine Hinweise, dass er den Lichtspielbetrieb fortsetzte. Nach seinem Tod 1913 führte seine Witwe Anna Gipp das Lokal weiter. Da ihr im Dezember 1914 die Konzession als Tanzlokal entzogen wurde, nahm sie stattdessen den Kinobetrieb wieder auf. Nachdem ihr ein halbes Jahr später die Konzession wieder erteilt wurde, stellte sie am 22. Mai 1915 die Kinovorführungen endgültig ein. Nach dem Ersten Weltkrieg war der Saal nur noch gelegentlich Spielstätte für Wanderkinos.

## Hochofen-Lichtspiele
Siehe Hochofen-Lichtspiele.

## Filmbühne Schlutup
In dem abgelegenen Stadtteil Schlutup, dessen Bewohner die Kinos der Innenstadt nur unter großem Aufwand erreichen konnten, veranstaltete Karl Böge im Saal seines Gasthofs Weißer Schwan (Am Schlutuper Markt 1) ab Mitte der 1920er Jahre Filmvorführungen. Bis Ende 1937 fanden dort an bis zu zwei Tagen in der Woche Kinovorstellungen statt.
Im Verlauf des Jahres 1937 ließ das Ehepaar Karl und Marie Walther, das bereits das Kino im Travemünder Hotel Deutscher Kaiser betrieb (siehe Kurlichtspiele) und seit sechs Jahren die Kinovorstellungen im Weißen Schwan ausgerichtet hatte, den Gasthof Zur Post (Mecklenburger Straße 37), der über einen angemessen großen Veranstaltungssaal verfügte, zu einem festen Lichtspieltheater mit 300 Plätzen umbauen. Die Eröffnung der Filmbühne Schlutup fand am 1. Januar 1938 statt.
1939 verkauften die Walthers die Filmbühne Schlutup zusammen mit dem Travemünder Kinobetrieb an Hans und Charlotte Kuhnt, die das Lichtspieltheater 21 Jahre lang führten. 1960 verpachteten sie es zusammen mit drei weiteren Stadtteilkinos, die sich in ihrem Besitz befanden – den Kurlichtspielen, dem Film-Eck und den Rex-Lichtspielen – an Albert Kieft und Wilhelm Grießhammer, die Betreiber der Lichtspiele Hoffnung. Ende Juni 1964 schloss die Filmbühne Schlutup. Das Gebäude wurde später abgerissen; an seiner Stelle befindet sich heute ein Supermarkt.

## Gloria (1946–1969)
Zu Beginn des Jahres 1946 beantragte Rudi Scholz die Genehmigung, im Veranstaltungssaal einer ehemaligen Gaststätte in der Marlistraße 18 auf Marli ein Kino einrichten zu dürfen. Er begründete seinen Antrag damit, dass die meisten Kinos Lübecks entweder zerstört oder von der Besatzungsmacht beschlagnahmt waren, was eine starke Unterversorgung zur Folge hatte. Zudem verwies er darauf, dass Marli mit 20.000 weitgehend immobilen Einwohnern eines eigenen leicht erreichbaren Kinos bedurfte. Der Antrag wurde daraufhin genehmigt, und am 29. November 1946 eröffnete das Lichtspieltheater mit 213 Plätzen unter dem Namen Marli-Lichtspiele. Bereits fünf Wochen darauf hatten 27.000 Zuschauer die Vorstellungen besucht.
Die Eröffnung des weitaus moderneren Gloria im gleichen Stadtteil im Jahre 1954 ließ die Situation der Marli-Lichtspiele, die in der spartanischen Einfachheit der unmittelbaren Nachkriegszeit ausgestattet und daher weitaus weniger attraktiv waren, schwierig werden. Im April 1958 übernahmen Minna Kirch und Bernhard Kuyper, die Besitzer des Innenstadtkinos City, das Lichtspielhaus und benannten es in Kurbel um. Kirch und Kuyper benötigten die Kurbel vorwiegend, um als Betreiber zweier Kinos in einer stärkeren Position gegenüber Filmverleihern auftreten zu können; an einer Steigerung der Attraktivität des Theaters, dem sie wenig Beachtung schenkten, hatten sie kein Interesse. Da weder eine Modernisierung noch eine Renovierung durchgeführt wurden, verfiel das vernachlässigte Kino in den Folgejahren.
Im Januar 1964 ging die Kurbel an Gustav Riechey über, der seit 1958 das Hansa betrieb. Riechey änderte den Namen des Kinos in Gloria und beabsichtigte zunächst, das Lichtspielhaus wieder zu einem populären Stadtteilkino zu machen. Aus Mangel an Zeit und Geld, die für eine intensive Beschäftigung mit diesem Vorhaben nötig gewesen wären, verzichtete er aber auf diese Pläne und betrieb das Gloria wie vor ihm Kirch und Kuyper, wobei er nur noch Filme zeigte, die für eine Vorführung im Hansa nicht mehr von Interesse waren. Zuletzt machte Riechey das Gloria zum Kino für Gastarbeiter, ehe er es zu Beginn des Jahres 1969 endgültig schloss.

## Filmbühne Eichholz
Seit dem Sommer 1948 fanden im Gemeinschaftshaus der Siedlungsgemeinschaft Eichholz in Eichholz – der ehemaligen Küchenbaracke eines im Kriege errichteten Kriegsgefangenenlagers – an zwei bis drei Tagen in der Woche regelmäßige Kinovorführungen statt. Bespielt wurde die äußerst spartanisch eingerichtete Filmbühne Eichholz (Hirschpaß 27a) mit 215 Holzstühlen, die zu jeder Vorstellung auf- und wieder abgebaut werden mussten, zunächst vom Hamburger Nordlicht-Filmdienst, später von der gleichfalls in Hamburg ansässigen Volksfilm GmbH.
In den späten 1950er Jahren gingen die Zuschauerzahlen der Filmbühne Eichholz zurück, da der mangelnde Komfort, die geringe Qualität der Vorführungen mit betagten Ernemann-I-Filmprojektoren und das Filmangebot angesichts der attraktiveren Konkurrenz keinen Zuspruch mehr fanden. Der unrentable Kinobetrieb wurde eingestellt, bis der Wanderkino-Unternehmer Erwin Steuber zu Beginn der 1960er Jahre die Filmbühne übernahm. Aber trotz einer umfassenden Renovierung und neuer technischer Ausrüstung stellte sich kein dauerhafter Erfolg ein. Ende 1963 stellte er den Betrieb der Filmbühne Eichholz ein. Das ehemalige Gemeinschaftshaus ist heute Vereinsgebäude eines Tanzsportclubs.

## Filmbühne Moisling
Seit den 1920er Jahren fanden im Veranstaltungssaal der Moislinger Gaststätte Kaffeehaus Moisling (heute August-Bebel-Straße 1) regelmäßige Filmvorstellungen statt, ausgerichtet von Maria Wegner, der Betreiberin der Lichtspiele Fackenburg in Stockelsdorf. Während des Zweiten Weltkriegs fanden keine Vorführungen statt, da der Saal als Sammelunterkunft für polnische Zwangsarbeiterinnen diente, die im Drägerwerk arbeiteten.
Der gelernte Filmvorführer und Wanderkino-Unternehmer Erich Freelandt richtete im August 1948 den Saal als ortsfestes Kino her, indem er einen Vorführraum einbauen und 195 Sitzplätze installieren ließ. Im September 1948 eröffnete das Lichtspielhaus als Filmbühne Moisling. 1951 übergab er den Betrieb an Otto Wilken, gleichfalls ein Wanderkino-Unternehmer. Wilken führte die Filmbühne Moisling als Wochenendkino parallel zu seinem weiterhin bestehenden Wanderunternehmen; nur gelegentlich wurde bei besonders erfolgreichen Filmen eine zusätzliche Vorstellung an einem Wochentag angesetzt.
Ab der zweiten Hälfte der 1950er Jahre gingen die Besucherzahlen, einem sich langsam einstellenden allgemeinen Trend folgend, stetig zurück und machten es Wilken zunehmend schwer, das Kino kostendeckend zu betreiben. Mitte 1964 schloss er die Filmbühne. Das Gebäude wurde zu einer Diskothek, war dann über viele Jahre ungenutzt und stürzte am 18. Oktober 2013 ein.

## Hansa
Der mit seiner Familie aus Eisenach geflüchtete Helmuth Draguhn, der bis dahin keine Verbindung zum Kinowesen hatte, erhielt im Sommer 1947 die behördliche Genehmigung, das als Lagerhalle genutzte Gebäude der ehemaligen Hansa-Brauerei (Fackenburger Allee 100) in St. Lorenz-Nord zum Lichtspieltheater umzubauen. Wegen der allgemeinen Mangelsituation der Nachkriegszeit nahmen die Arbeiten über ein Jahr in Anspruch, bis am 20. Juni 1948 (dem Tag vor der Währungsreform) die Hansa-Lichtspiele eröffnen konnten.
Im Oktober 1958 übernahm Gustav Riechey, ein Wanderkino-Unternehmer aus Peine, der auf den Betrieb eines ortsfesten Kinos umsteigen wollte, das Hansa von Draguhn. Riechey stellte bald fest, dass er als Betreiber eines Einzelkinos in einer schwachen Position gegenüber den Filmverleihern war und erwarb daher zusätzlich im Mai 1960 die Schauburg in Bad Schwartau und im Januar 1964 die Kurbel, die er in Gloria umbenannte. Da im Verlauf der 1960er Jahre die Zahl der Kinobesucher allgemein erheblich zurückging, begann Riechey sich schrittweise aus dem Kinogeschäft zurückzuziehen, während er parallel einen Campingplatz auf Fehmarn errichtete. Im Herbst 1968 trennte er sich zunächst vom Lichtspielhaus in Bad Schwartau, im folgenden Jahr dann vom Gloria.
Am 1. Januar 1970 übernahm der Hamburger Heinrich Brockstedt das Hansa und führte es fünf Jahre, bis er es Ende 1975 an Artur Mest, den Besitzer des Zentral, übergab. Mest wiederum verpachtete das Kino ab dem 1. Januar 1981 an Thomas Geisler (heute Betreiber des Theaters im früheren Mest-Kino Zentral), der trotz geringer Zuschauerzahlen versuchte, den Betrieb aufrechtzuerhalten. Im März 1981 machte er das Hansa unter dem neuen Namen Hansa-Residenz zum sogenannten Servicekino, ohne damit den negativen Trend aufhalten zu können. Anfang 1983 wurde das Kino geschlossen und nach drei Jahren der Nichtnutzung 1986 zu einem bis heute bestehenden Fitnessstudio umgebaut.

## Ultra-Lichtspiele
Seit dem Frühjahr 1948 suchte die Verwaltung des Stadtteils Kücknitz Interessenten, die bereit waren, den Veranstaltungssaal des Dieckelmannschen Gasthofes (Travemünder Landstraße 241) zum Kino umzubauen und zu betreiben. Der Bedarf nach einem eigenen Lichtspieltheater war groß, denn die 25.000 Einwohner von Kücknitz konnten wegen der großen Entfernung und der noch geringen Mobilität die in der Innenstadt konzentrierten Kinos nur schwer erreichen.
Im Herbst 1949 fanden sich Kinobetreiber für Kücknitz: Das Ehepaar Gotthard und Athanasia Krüger begann den Umbau der Gastwirtschaft zu einem Kino mit 398 Plätzen, obwohl sie keinerlei Erfahrungen auf dem Gebiet des Lichtspielwesens besaßen. Anfang Dezember 1949 eröffneten die Ultra-Lichtspiele und wurden in der Folgezeit ein beliebtes Filmtheater, obgleich nur Produktionen gezeigt wurden, die in den übrigen Häusern bereits einige Zeit liefen.
Der beginnende allgemeine Rückgang der Kinozuschauerzahlen durch die Konkurrenz des Fernsehens und der Wunsch, in den Ruhestand zu treten, veranlasste das Ehepaar Krüger im September 1963, die Ultra-Lichtspiele zu schließen und das Gebäude an eine Lebensmittelkette abzutreten. Von 1976 bis 1991 befand sich die Disco Memory in dem Gebäude; anschließend war es ungenutzt, wurde im Mai 2012 durch einen Brand zerstört und der linke Teil wurde im Februar 2021 abgebrochen.

## Kurlichtspiele
Von 1916 bis etwa 1939 fanden im 200-Plätze-Saal des Hotels Stadt Kiel in Travemünde regelmäßige Filmvorstellungen statt, und seit den 1930er Jahren richteten Karl und Marie Walther – ab 1937 auch Besitzer der Filmbühne Schlutup – zudem im Hotel Deutscher Kaiser Kinovorführungen unter dem Namen Tonfilmtheater Travemünde aus. Ein eigenes Kinogebäude existierte in Travemünde jedoch nicht.
1939 übernahmen Hans und Charlotte Kuhnt, obgleich ohne Vorkenntnisse im Lichtspielwesen, das Tonfilmtheater Travemünde und die Filmbühne Schlutup. Während des Zweiten Weltkriegs wurden die Vorstellungen in das Hotel Stadt Kiel verlegt, während das Ehepaar Kuhnt mit dem Neubau eines eigenen Kinogebäudes begann. Die Bauarbeiten mussten jedoch kriegsbedingt eingestellt werden und ruhten bis 1949.
Am 21. Januar 1950 wurden die Kurlichtspiele (Vogteistraße 50) mit 630 Plätzen eröffnet; zugleich stellten Kuhnts den Kinobetrieb im Hotel Stadt Kiel ein.
1967 wurde die Zahl der Plätze auf 392 verringert; größere Abstände der Sitzreihen sollten für mehr Komfort sorgen und so der sinkenden Attraktivität des Kinobesuchs entgegenwirken. Dennoch mussten die Kurlichtspiele wegen Unrentabilität Ende 1972 schließen; ein Supermarkt übernahm das Gebäude.

## Camera
Siehe Camera.

## Film-Eck
1951 ließen Hans und Charlotte Kuhnt, die bereits die Kurlichtspiele betrieben, den Saal der Gastwirtschaft Kolosseum (Torstraße 42) in Travemünde zum Kino mit 309 Plätzen umbauen. Am 21. Oktober eröffnete das Film-Eck, kleiner und bescheidener ausgestattet als das andere Travemünder Kino des Ehepaars Kuhnt.
Das Film-Eck bestand auch nach Schließung der Kurlichtspiele als nunmehr einziges Kino Travemündes weiter. Im Februar 1978 wurde das bereits vernachlässigte Lichtspielhaus geschlossen und zu einem Lagergebäude umfunktioniert.

## Gloria (1954–1963)
Der Oldenburger Kinobesitzer Hans Heinemann ließ 1954 die frühere Exerzierhalle der ehemaligen Meesenkaserne auf Marli zum Kino umbauen. Zwar verfügte der Stadtteil mit den Marli-Lichtspielen (die später ebenfalls den Namen Gloria tragen sollten) bereits seit 1946 über ein eigenes Kino, doch das neue Lichtspielhaus lag inmitten der in den 1950er Jahren entstehenden neuen Wohngebiete. Das Gloria (Goebenstraße 36) hatte 700 Plätze und verfügte über eine Cinemascope-Leinwand sowie eine Klimaanlage. Am 24. September 1954 wurde das Lichtspielhaus eröffnet; nach seiner Schließung im April 1963 übernahm ein bis heute dort ansässiger Supermarkt das Gebäude.

## St.-Jürgen-Lichtspiele
Von Dezember 1953 bis April 1954 ließ Anita Fick das frühere Tanzlokal Grauer Esel, das über einen hierfür geeigneten Saal verfügte, zum Kino mit 331 Plätzen umbauen. Der Stadtteil St, Jürgen, dessen Einwohnerzahl sich nach dem Zweiten Weltkrieg vervielfachte, verfügte bis dahin mit der Camera nur über ein einziges, eher zur Innenstadt orientiertes Kino. Die St.-Jürgen-Lichtspiele (Friedrichstraße 34) eröffneten am 24. April 1954 und blieben bis Ende 1962 in Betrieb. In dem Gebäude befindet sich heute ein Kindergarten, der den Namen der ehemaligen Gaststätte Grauer Esel weiterführt.

## Rex-Lichtspiele
Hans und Charlotte Kuhnt, die mit den beiden Travemünder Kinos und der Filmbühne Schlutup bereits drei Stadtteilkinos besaßen, ließen 1956 einen Kinoneubau mit zugehöriger Ladenzeile in Kücknitz errichten, in unmittelbarer Nachbarschaft der Ultra-Lichtspiele. Die Rex-Lichtspiele (Solmitzstraße 22-24) mit 598 Plätzen wurden mit einer 12 Meter breiten Cinemascope-Leinwand, Klimaanlage und automatischen Ernemann-X-Projektoren bewusst aufwändig ausgestattet und werbewirksam als modernstes Kino Lübecks bezeichnet. Zudem erhielt das Rex als besondere Neuerung einen eigenen großflächigen Parkplatz, mit dem Besucher aus den anderen Stadtteilen angezogen werden sollten.
Die Eröffnung erfolgte am 7. September 1956. Im Herbst 1960 verpachtete das Ehepaar Kuhnt das Rex zusammen mit drei weiteren Stadtteilkinos, die sich in ihrem Besitz befanden – den Kurlichtspielen, dem Film-Eck und der Filmbühne Schlutup – an Albert Kieft und Wilhelm Grießhammer, die Betreiber der Lichtspiele Hoffnung. 1967 wurde die Anzahl der Plätze auf 393 verringert; im Sommer 1968 schloss das Kino. Das Gebäude wurde 2007 für den Neubau eines Aldi-Marktes abgerissen.

## Ring-Filmtheater
Das Ring-Filmtheater (Hansering 14) wurde 1960 als letztes der Lübecker Stadtteilkinos eröffnet. In den nach dem Krieg entstandenen Wohngebieten in der Umgebung des Hansering-Viertels in St. Lorenz-Süd lebten annähernd 35.000 Menschen, so dass es Rudolf G. T. Baader als sinnvolle Investition erschien, ein von ihm in Auftrag gegebenes Hochhaus nicht nur mit einer Ladenzeile, sondern auch mit einem Kinoneubau im Erdgeschoss zu kombinieren.
Das Lichtspieltheater mit 584 Plätzen wurde technisch weitaus aufwändiger ausgestattet, als es für die normalerweise eher bescheidenen Stadtteilkinos üblich war: Die Leinwand etwa war mit 17 Metern Breite und 7 Metern Höhe die größte Lübecks und für Cinemascope-Filme ausgelegt, und als Tonsystem war eine Vierkanal-Magnetton-Anlage installiert, während in der meisten Kinos noch Mono-Ton verwendet wurde. Hinzu kamen speziell für die Optimierung der Akustik ausgelegte hölzerne Wandverkleidungen. Seine Ausstattung machte das Ring-Filmtheater zum technisch modernsten Kino der Stadt.
Baader betrieb das Kino nicht selbst, sondern verpachtete es an Albert Kieft und Wilhelm Grießhammer, die Besitzer der Lichtspiele Hoffnung. Die Eröffnung fand am 18. Mai 1960 statt. Da die Bauarbeiten am Hochhaus noch andauerten, fanden Vorstellungen zunächst nur abends statt, wenn kein störender Baulärm mehr zu erwarten war. 
Die anfangs hohen Zuschauerzahlen gingen nach einer Weile erheblich zurück. Der Hauptgrund hierfür war das Filmangebot: Die technische Ausstattung des Ring-Filmtheaters war auf die Vorführung aufwändiger aktueller Filme ausgelegt. Diese Filme vergaben Filmverleiher jedoch nicht an Stadtteilkinos, so dass im Ring zweitrangige Produktionen gezeigt werden mussten, die für das Publikum weitaus weniger attraktiv waren.
Bereits zum Jahresende 1962 wurde das Ring-Filmtheater wieder geschlossen. Die Räumlichkeiten übernahm ein Supermarkt, der im Dezember 2009 sein Geschäft schloss.

## Bilder

Eröffnungsanzeige des Kinematographen Waisenhof
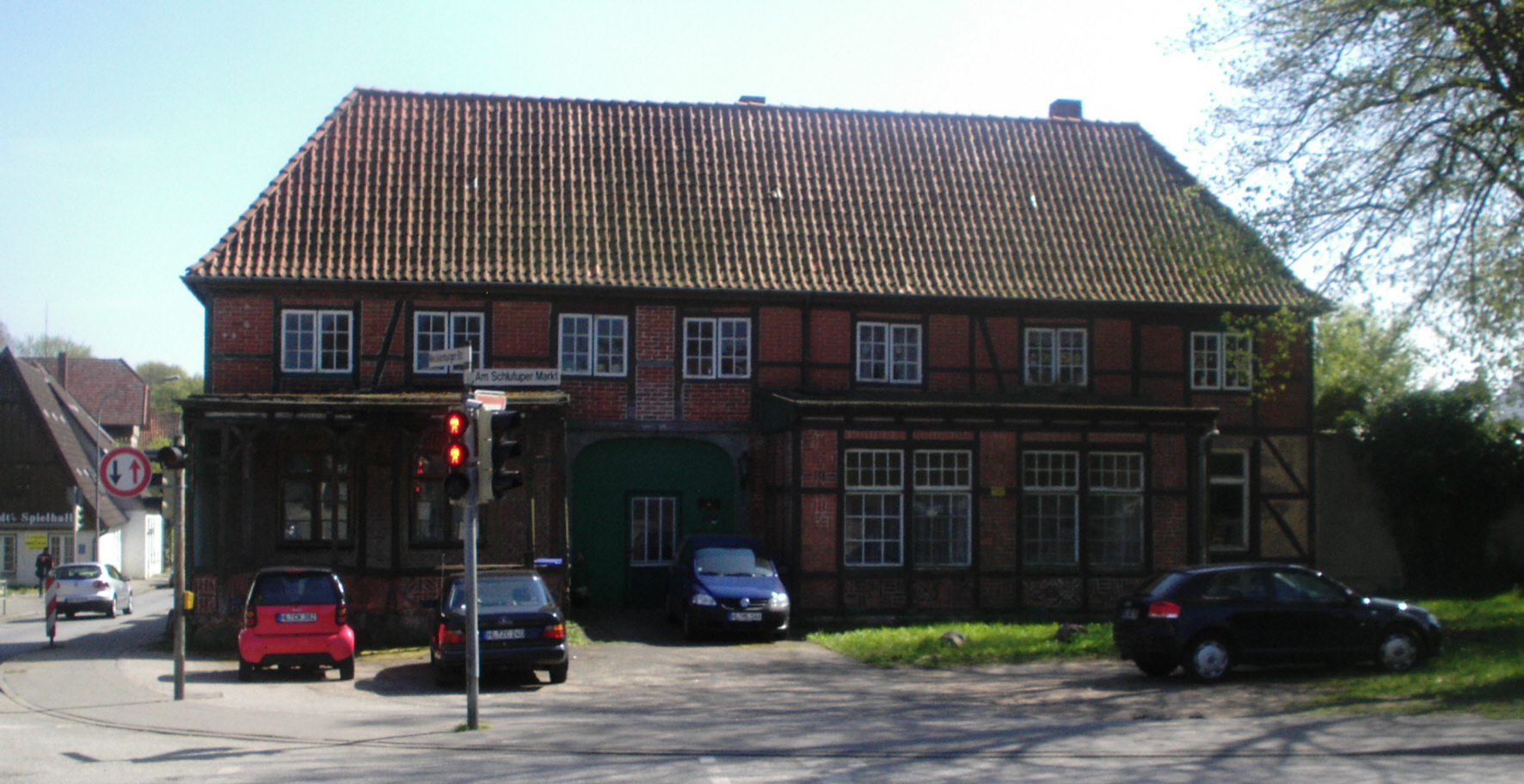
Der ehemalige Gasthof Weißer Schwan (2009)
Programmzettel einer Vorstellung im Weißen Schwan, 1930
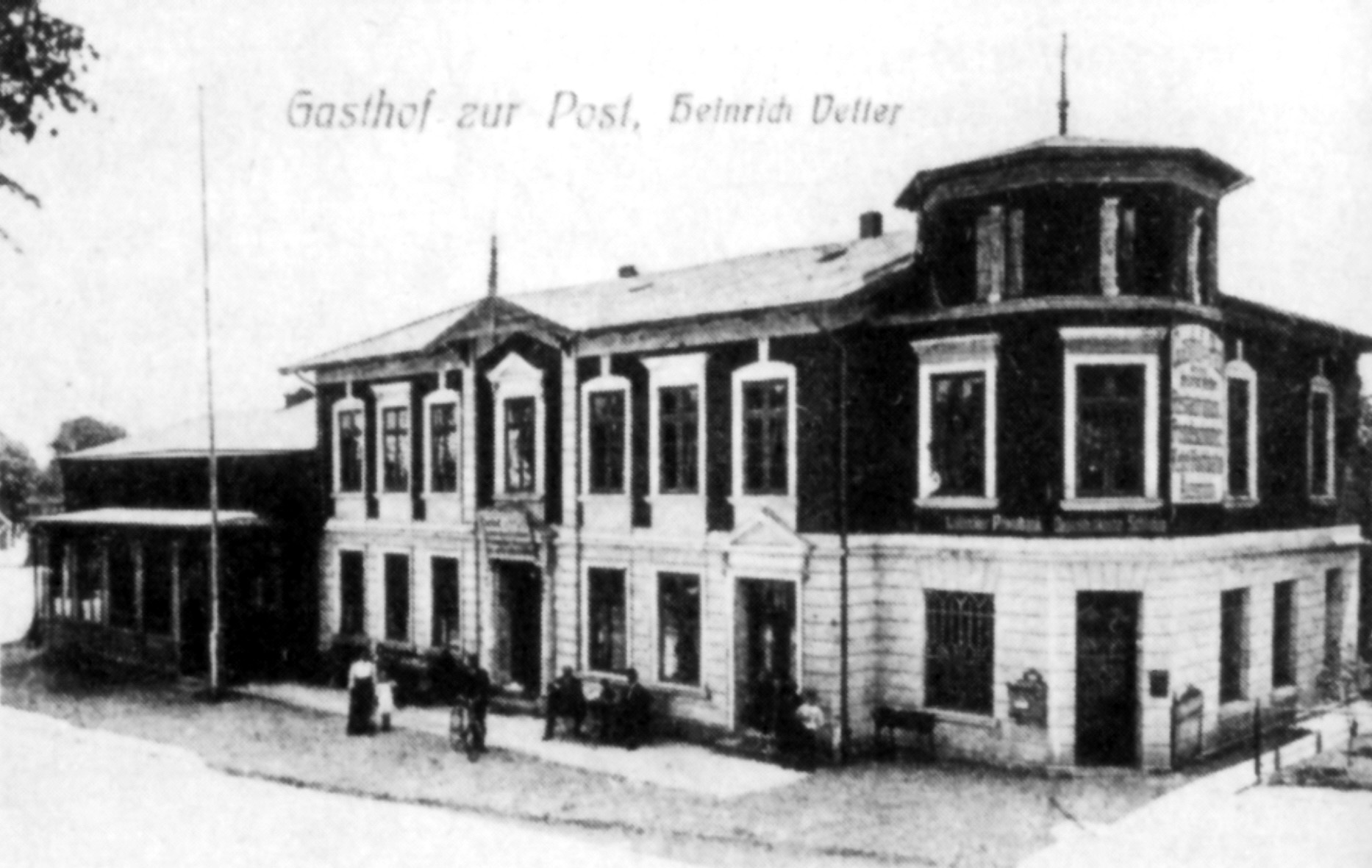
Der Gasthof Zur Post, ab 1938 Filmbühne Schlutup
Zeitungsanzeige der Filmbühne Schlutup, 1953
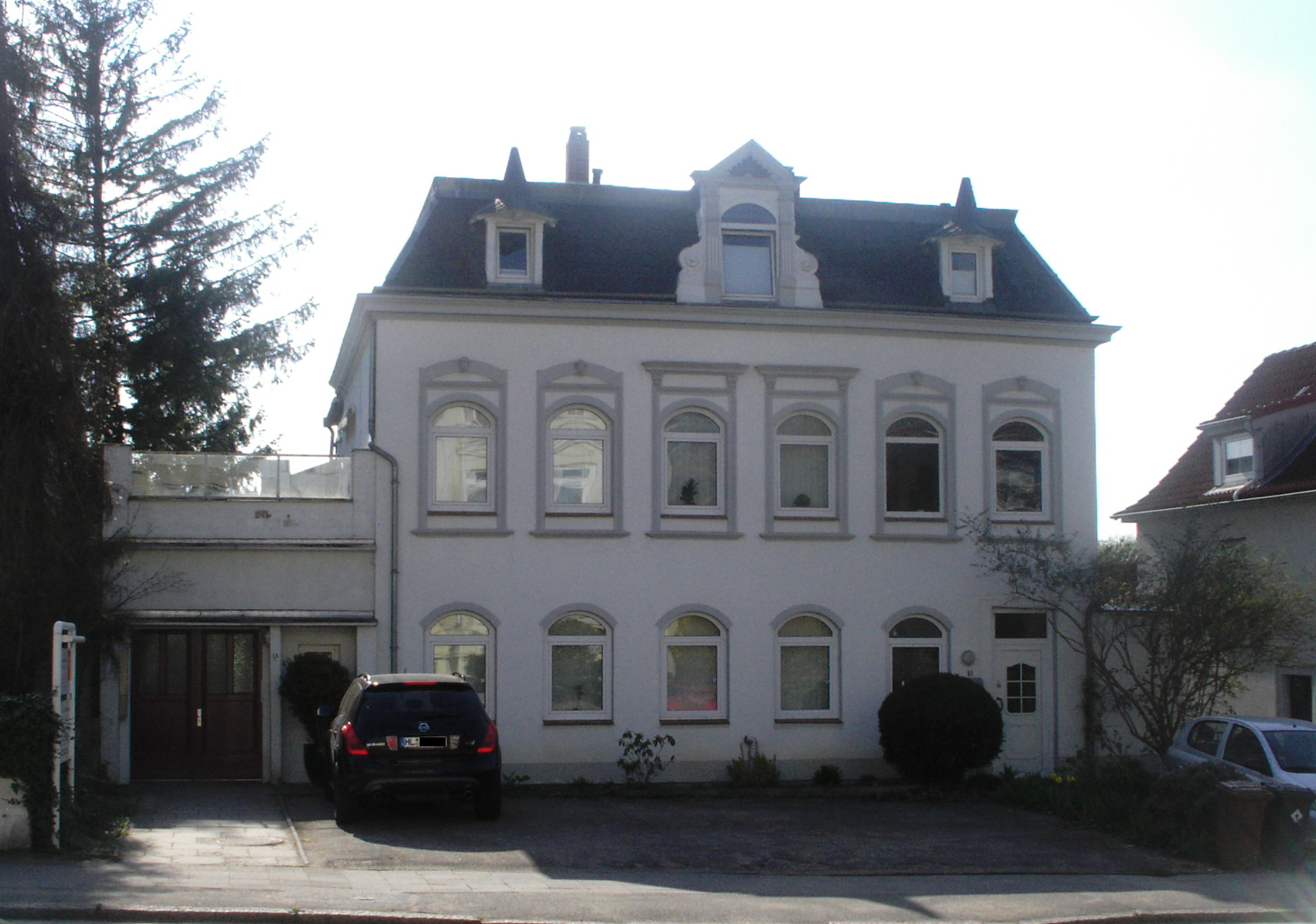
Das ehemalige Gloria (2009)
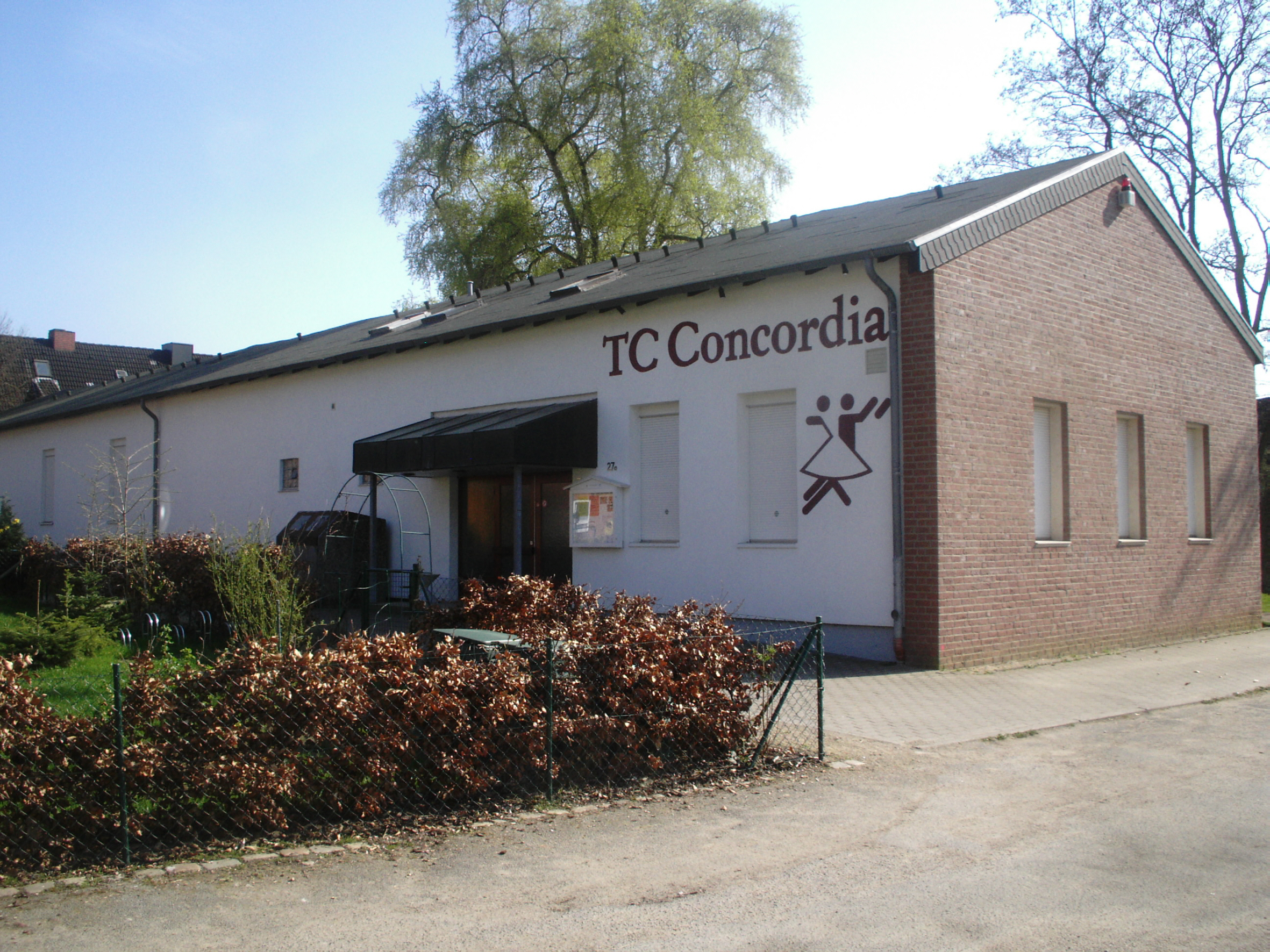
Die ehemalige Filmbühne Eichholz (2009)
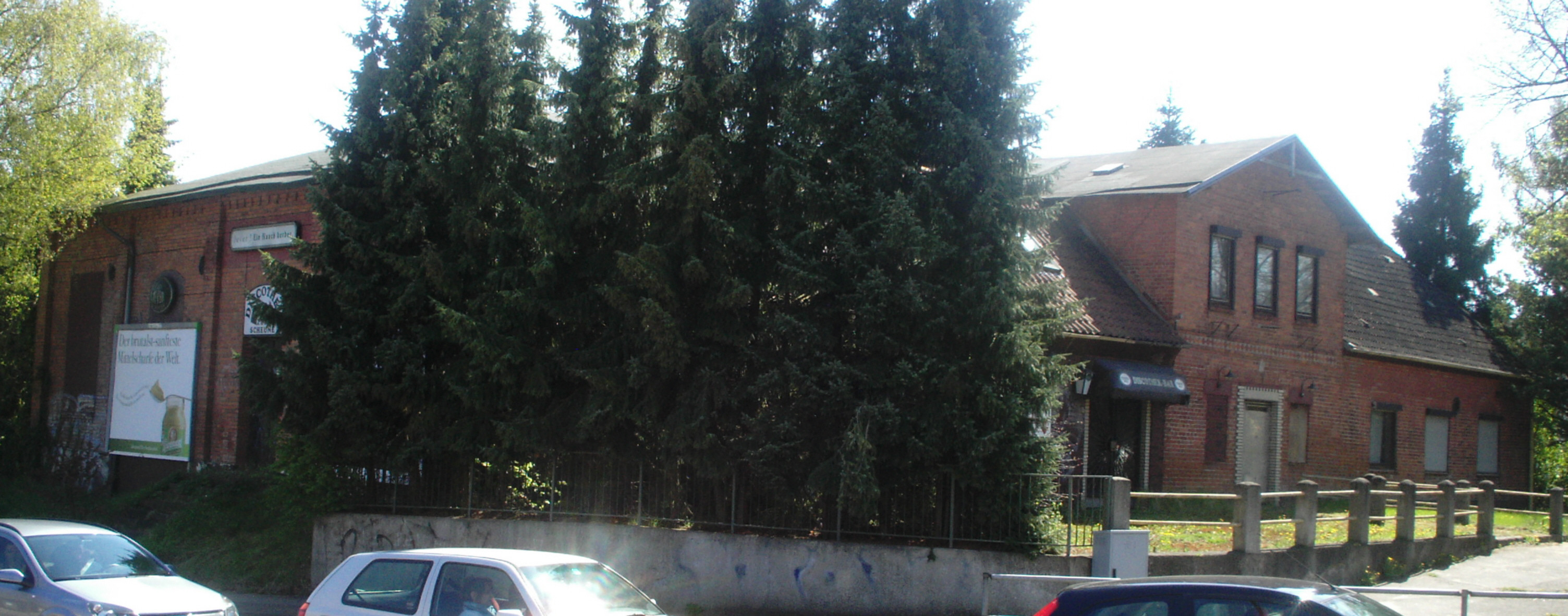
Die ehemalige Filmbühne Moisling (2009)
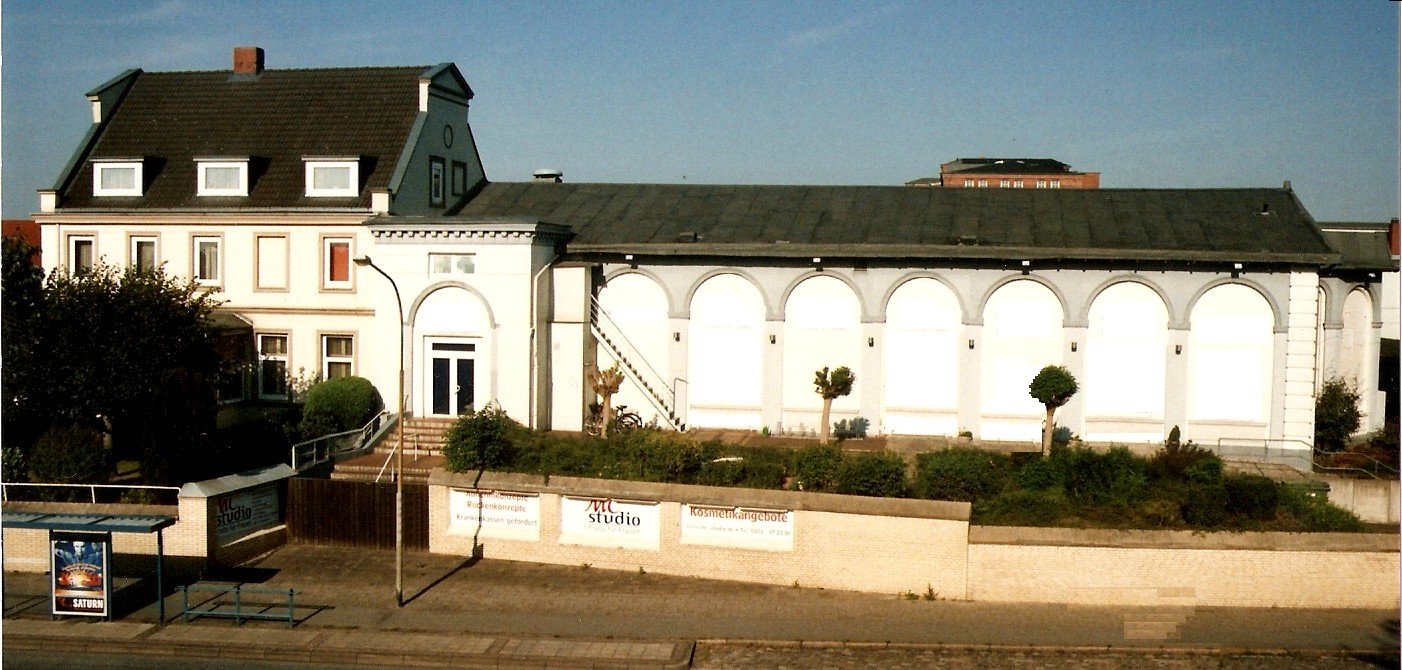
Das ehemalige Kino Hansa (2009)
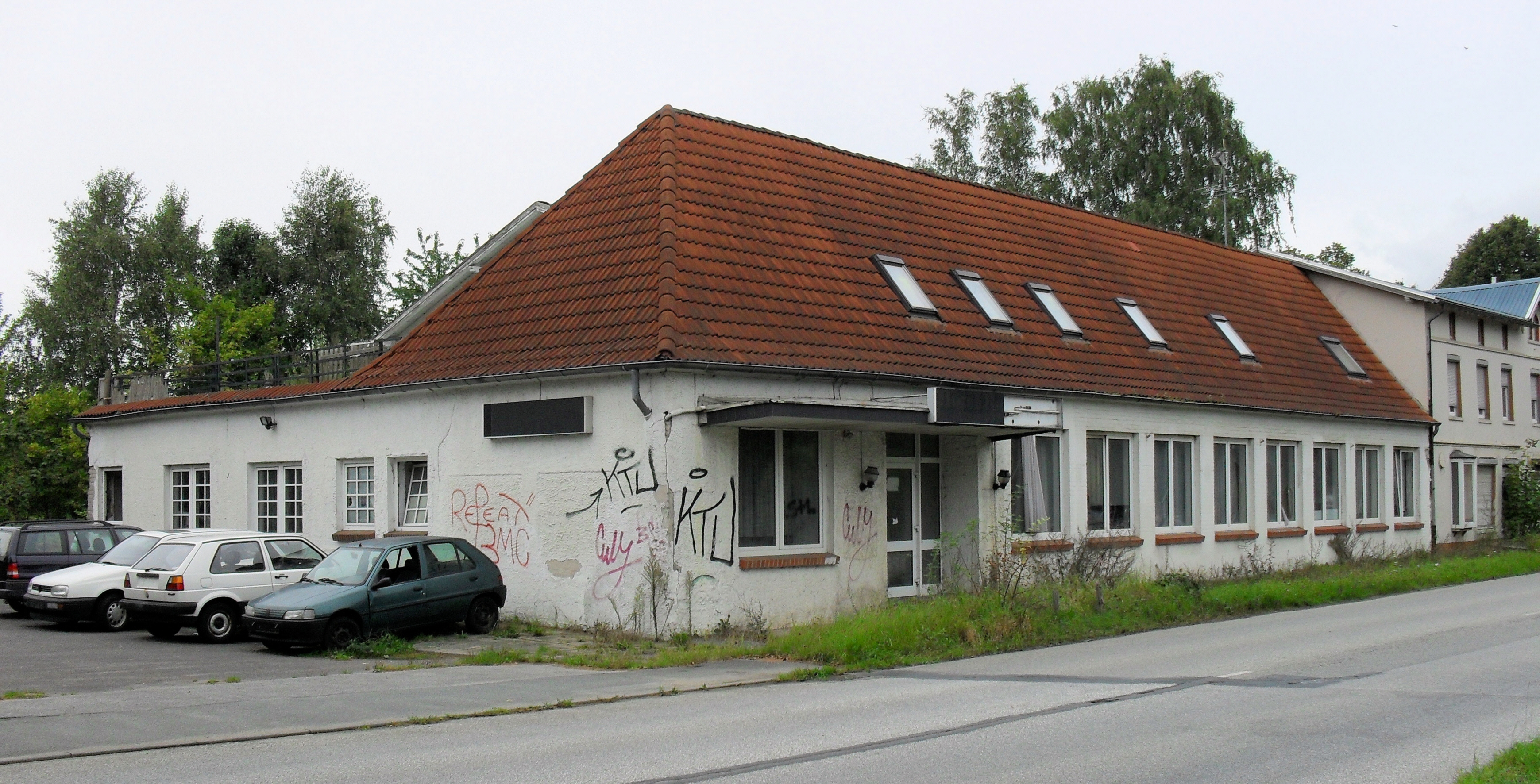
Die ehemaligen Ultra-Lichtspiele (2011)
Zeitungsanzeige der Ultra-Lichtspiele, 1950er Jahre
Zeitungsanzeige der Kurlichtspiele (1970)
Eröffnungsanzeige des Film-Ecks (1951)
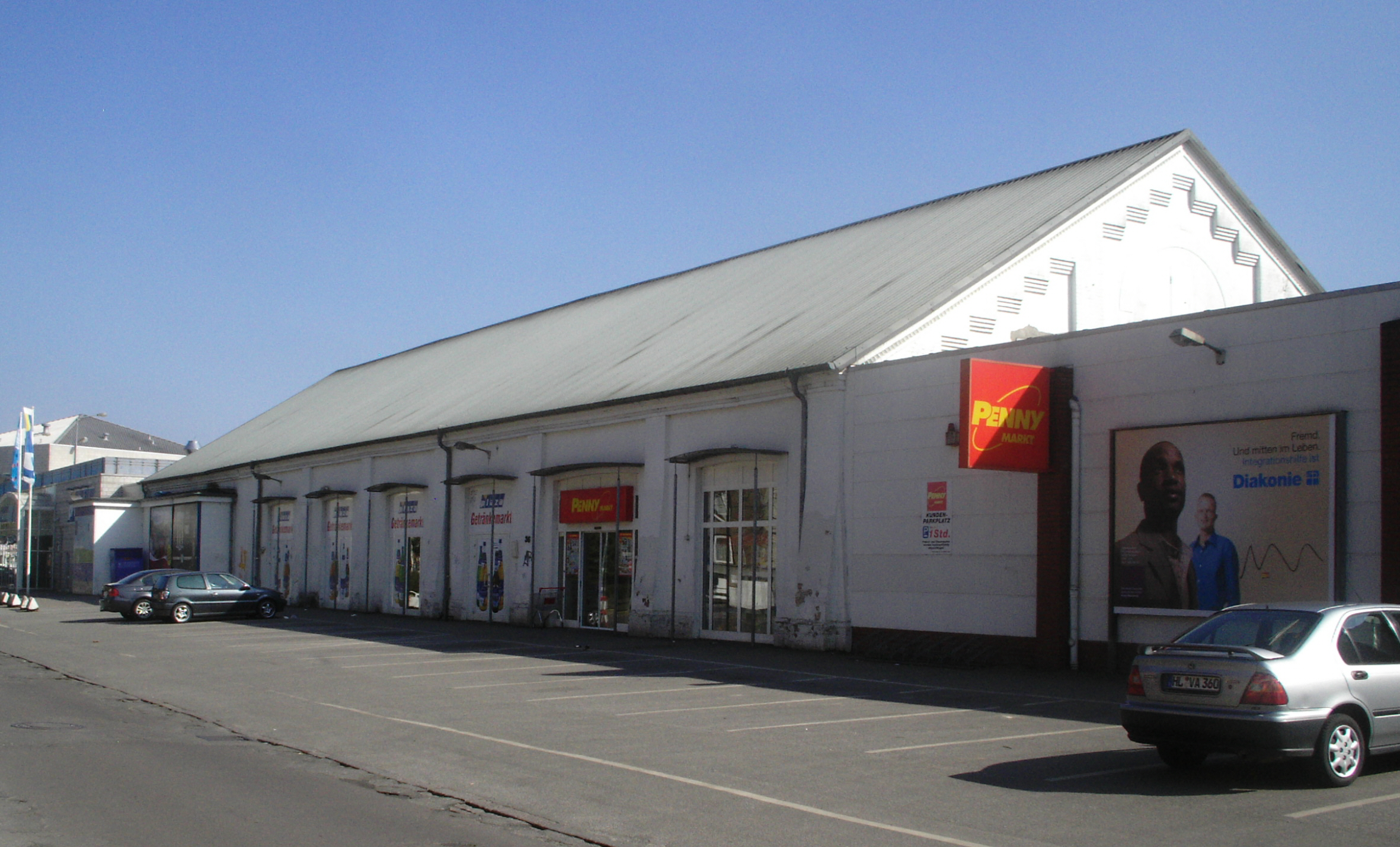
Das ehemalige Kino Gloria (2009)
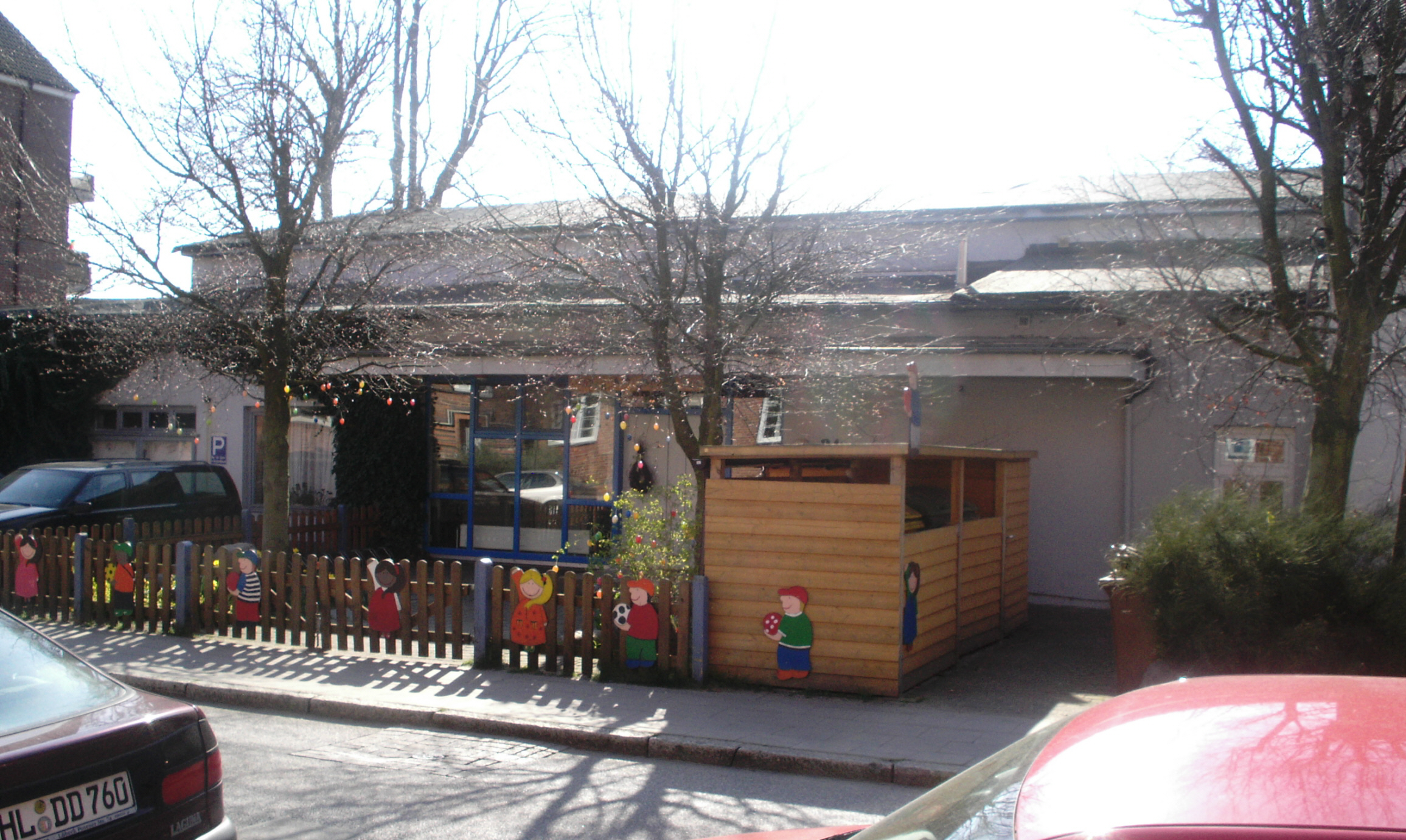
Die ehemaligen St.-Jürgen-Lichtspiele (2009)
Die Rex-Lichtspiele
Anzeige der Rex-Lichtspiele
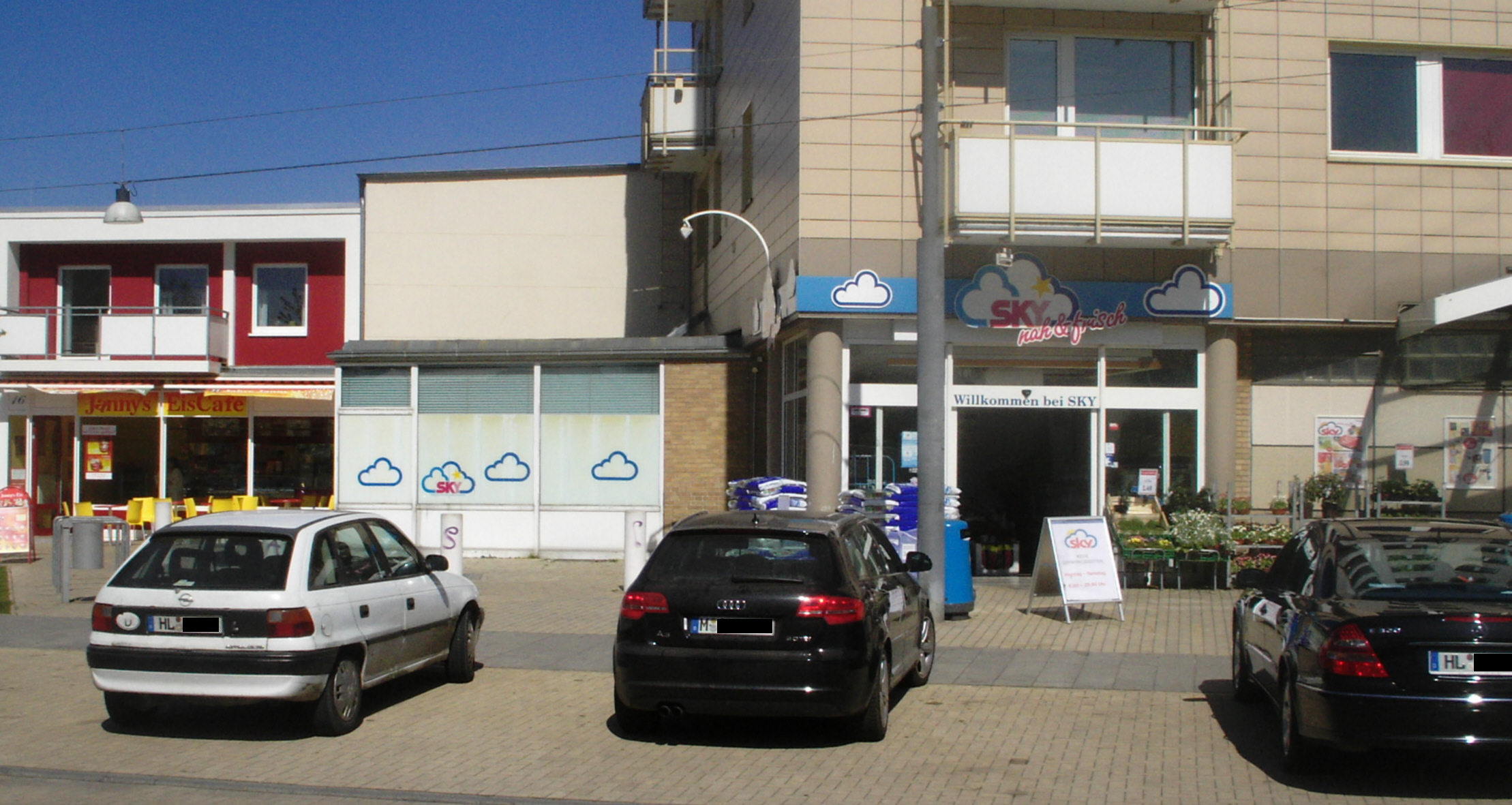
Der Eingangsbereich des ehemaligen Ring-Filmtheaters (2009)
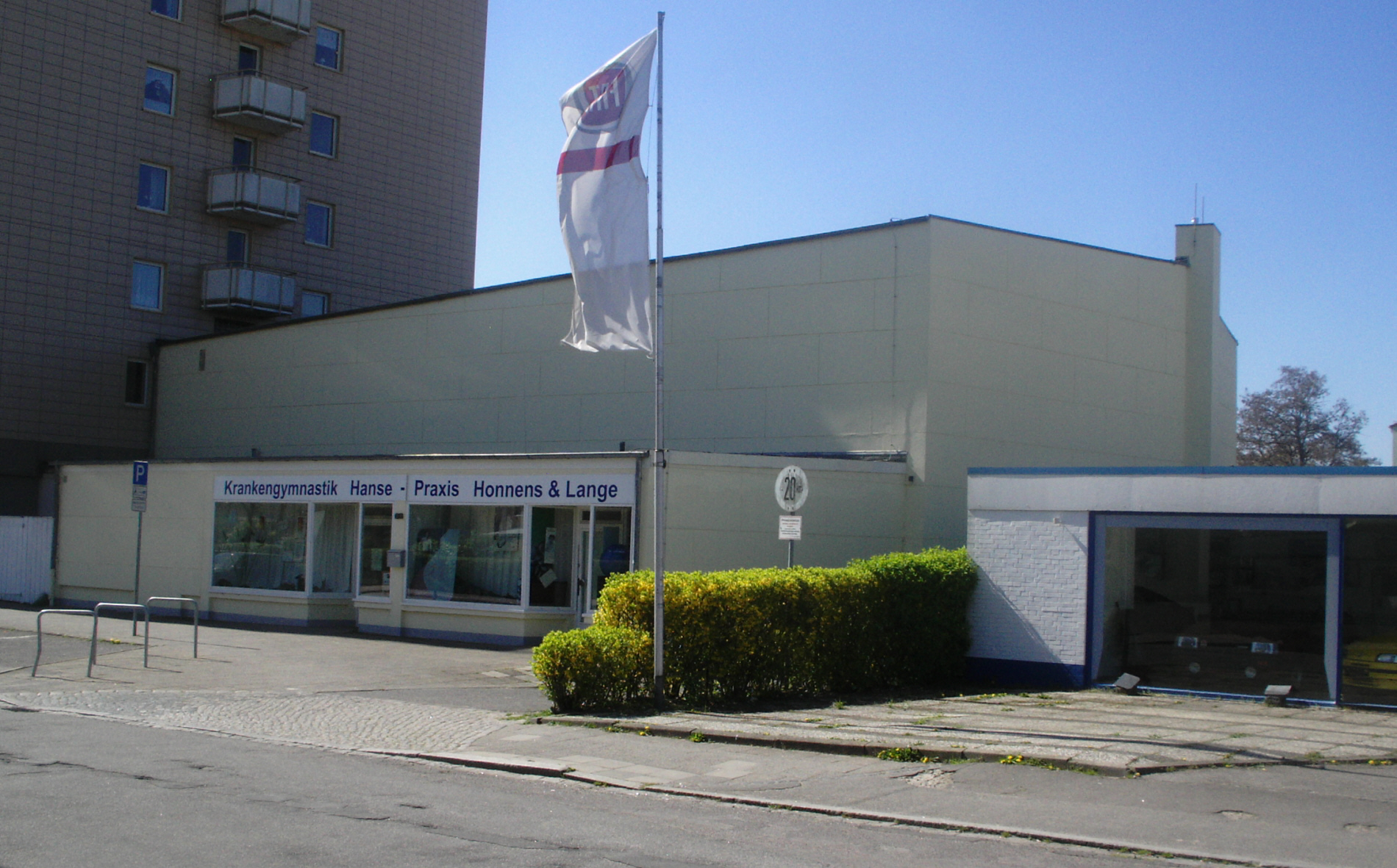
Der Saalbau des ehemaligen Ring-Filmtheaters (2009)